# مقاومت بالاکش
در مدارهای الکترونیکی منطقی، یک مقاومت بالاکش یا مقاومت پول-آپ (به انگلیسی: Pull-up Resistor)، مقاومتی است که وضعیت یک سیگنال را به یک حالت پایدار (صفر یا یک) می‌برد. نام دیگر آن مقاومت بالانگهدار است.

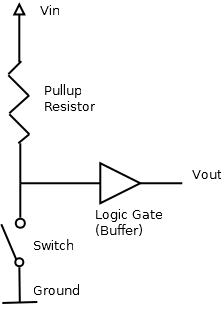
در تصویر، مدار باز است. و اگر مقاومت پول-آپ نباشد، ورودی سیگنال مشخص نیست.

این مقاومت بین یک رسانای سیگنال و یک منبع تغذیه مشخص متصل می‌شود. کاربرد آن معمولا در زمانی است که می‌خواهیم مقدار یک ورودی را با استفاده از کلید یا ترانزیستور تغییر دهیم. هنگامی که کلید در حالت مدار باز قرار دارد، حالت مقدار ورودی نامشخص می‌شود و هر گونه نویز می‌تواند مقدار ورودی را تغییر دهد. در این وضعیت با استفاده از مقاومت پول-آپ، وضعیت را پایدار می‌کنیم. در مقابل آن، وقتی کلید به حالت بسته در آمد، مقدار ورودی از کلید خوانده می‌شود.